# Elżbieta Zielińska (lekarka)
Elżbieta Zielińska (zm. 21 lutego 2015 w Meksyku) – polska pediatrka, dr hab. nauk medycznych, profesor nadzwyczajny i kierownik Kliniki Onkologii i Hematologii Dziecięcej Uniwersytetu Medycznego w Łodzi.

## Życiorys
W 1988 r. obroniła pracę doktorską Badania nad wpływem stosowania wysokoenergetycznej i wysokokalorycznej diety na rozwój, niektóre wskaźniki biochemiczne oraz obraz morfologiczny tkanki tłuszczowej szczurów, której promotorem był prof. Andrzej Kulig, w 1999 r. habilitowała się na podstawie pracy zatytułowanej Identyfikacja genotypów NAT2 i CYP2D6 w przewidywaniu genetycznej skłonności do chorób i niepożądanych działań leków u dzieci. W 2007 r. uzyskała tytuł profesora nauk medycznych. 
Została zatrudniona na stanowisku profesora w III Katedrze Pediatrii - Katedry Alergologii i Gastroenterologii Dziecięcej Uniwersytetu Medycznego w Łodzi.
Była profesorem nadzwyczajnym i kierownikiem w Klinice Onkologii i Hematologii Dziecięcej Uniwersytetu Medycznego w Łodzi.